# Alan Sainsbury
Pour les articles homonymes, voir Sainsbury.
Alan John Sainsbury, baron Sainsbury (13 août 1902 - 21 octobre 1998) est un dirigeant d'entreprise britannique et un membre éminent de la famille des supermarchés Sainsbury.

## Jeunesse
Ses grands-parents, John James Sainsbury et Mary Ann Staples, fondent une épicerie au 173 Drury Lane en 1869, qui devient la chaîne de supermarchés britannique Sainsbury's. Lui et sa femme Doreen avec qui il se marie en 1925 ont trois fils: John Sainsbury, plus tard Lord Sainsbury de Preston Candover, Simon Sainsbury et Timothy. Il se remarie plus tard en 1944 et a une fille Paulette. Comme il est divorcé, il passe peu de temps avec ses fils John Davan, Simon et Timothy, et ils n'ont donc connu leur père que lorsqu'ils rejoignent l'entreprise familiale.
Le 3 mai 1962, il est le premier des trois membres de la famille Sainsbury à recevoir une pairie à vie. Il prend le titre de baron Sainsbury, de Drury Lane dans l'arrondissement de Holborn. En tant que première pairie utilisant le nom de famille, la désignation territoriale - faisant référence à l'emplacement de la première boutique de la famille - ne fait pas partie du titre. Lorsque le fils d'Alan, John, devient pair en 1989, il prend le titre de baron Sainsbury de Preston Candover pour les différencier. De la même manière, lorsque le neveu d'Alan, David, est anobli en 1997, il est nommé baron Sainsbury de Turville.

## Carrière dans les affaires
Formé au Haileybury College, Alan rejoint Sainsbury's en 1921 à l'âge de 17 ans, la même année où son plus jeune oncle, Paul Sainsbury, rejoint l'entreprise familiale. Il commence sa carrière aux côtés de ses oncles en tant qu'acheteur. Il devient administrateur de la société, alors connue sous le nom de J. Sainsbury Ltd., en 1933 et est co-directeur général de Sainsbury's avec son frère Robert Sainsbury en 1938 après son père, John Benjamin Sainsbury (le fils aîné du fondateur de Sainsbury, John James Sainsbury), ait eu une crise cardiaque mineure.
Alan Sainsbury joue un rôle déterminant pour amener le supermarché libre-service en Grande-Bretagne et façonner nombre des conditions dans lesquelles nous achetons de la nourriture aujourd'hui. Lors d'un voyage en Amérique, il voit l'expérience des supermarchés en libre-service, et la succursale Croydon de John James Sainsbury, à Sainsbury's, est convertie en libre-service en 1950.
En 1956, il devient président après la mort de son père, John Benjamin Sainsbury. Le magasin d'origine du 173 Drury Lane ferme ses portes en 1958. Le directeur, M. Pawsey, remet la clé à Alan Sainsbury, en disant: «Votre grand-père a ouvert ce magasin, et je pense qu'il est juste que vous devriez le fermer». Alan Sainsbury est également le pionnier des aliments frais et surgelés, et élargit la gamme de ses propres étiquettes. Il présente les poulets surgelés prêts à cuire et le slogan simple mais puissant «La bonne nourriture coûte moins chez Sainsbury» en 1959. Sainsbury's publie également sa première vidéo de relations publiques en 1964.
Il prend sa retraite en tant que président en 1967 pour être remplacé par son frère Robert, et devient président honoraire. À la retraite de Sir Robert en 1969, moment où son fils John Davan Sainsbury devient président, Sir Robert est nommé président honoraire conjoint du détaillant.
Lorsque la société est cotée à la Bourse de Londres le 12 juillet 1973, sous le nom de J Sainsbury plc, c'est à l'époque la plus grande introduction en bourse jamais réalisée. La famille conserve alors le contrôle de 85% du capital. Alan Sainsbury partage sa participation de 18% dans l'entreprise entre ses fils John Davan Sainsbury, Simon Sainsbury et Tim Sainsbury, et ils en détiennent donc chacun 6%. Pendant ce temps, son frère Sir Robert Sainsbury donne l'intégralité de sa participation de 18% à son fils unique David Sainsbury. Les fils d'Alan et Robert, John et David, président l'entreprise familiale et reçoivent ensuite des pairies à vie.

## Carrière politique
Alan Sainsbury se présente comme candidat parlementaire libéral à Sudbury aux élections générales de 1929, 1931 et 1935, avant de se joindre au Parti travailliste en 1945. En 1981, il est l'un des 100 éminents partisans du "Gang of Four" qui se séparent du Parti travailliste pour former le SDP.